# اینگویلد اسنیدال
اینگویلد اسنیدال (به انگلیسی: Ingvild Snildal) (زادهٔ ۲۵ اوت ۱۹۸۸) شناگر اهل نروژ است.